# Mats Knoester
Mats Knoester (* 19. November 1998 in Alphen aan den Rijn) ist ein niederländischer Fußballspieler auf der Position des Innenverteidigers. 

## Karriere

### Verein
Mats Knoester wurde in der rund 74.000 Einwohner zählenden Stadt Alphen aan den Rijn, etwa auf halbem Weg zwischen Rotterdam und Amsterdam gelegen, geboren und begann bei der Sportvereniging Alphense Racing Club, kurz SV ARC, mit dem Fußballspielen, bevor er noch in seiner Kindheit ins Nachwuchsleistungszentrum von Feyenoord Rotterdam wechselte. Dort durchlief er bis zur A-Jugend (U19) alle Jugendmannschaften. Da er nicht über die zweite Mannschaft hinauskam, wechselte Knoester im Januar 2019 zu Heracles Almelo. Sein Debüt in der Eredivisie gab er am 9. Februar 2019, als er beim 1:0-Heimsieg gegen den späteren Double-Gewinner sowie Champions-League-Sieger Ajax Amsterdam in der Nachspielzeit für Lennart Czyborra eingewechselt wurde. Knoester war zumeist Ersatzspieler und sah zu, wie Heracles Almelo die Play-off-Spiele um die Teilnahme an der Europa League erreichte. In den Halbfinalspielen gegen den FC Utrecht kam er zum Einsatz und schied mit dem Verein aus Almelo (Provinz Overijssel) aus. In der Folgesaison wurde Mats Knoester Stammspieler und verpasste bis zum Saisonabbruch, die durch die COVID-19-Pandemie notwendig geworden war, nur ein einziges Spiel. Er war auch in den folgenden zwei Jahren Stammspieler und wurde dabei hauptsächlich als Innenverteidiger eingesetzt. Knoester stieg schließlich im Jahr 2022 aus der Eredivisie ab.
Er ging daraufhin nach Ungarn zu Ferencvaros Budapest und war dort schnell Stammspieler geworden. Kurz vor Ende des Sommertransferfensters der Saison 2023/24 folgte eine Leihe nach Dänemark zu Aarhus GF, wo Mats Knoester regelmäßig zum Einsatz kam, jedoch nicht als Stammspieler. Mit den Aarhusern erreichte er das Finale im dänischen Pokal, wo sie allerdings mit 0:1 gegen Silkeborg IF verloren. In der Wintertransferperiode der Saison 2024/25 verließ Mats Knoester Budapest endgültig und ging nach Schottland zum FC Aberdeen.

### Nationalmannschaft
Seit der U15 kam Mats Knoester in jeder niederländischen Nachwuchsnationalmannschaft zum Einsatz, in der Gegenwart gehört er zum Kader der U21-Nationalmannschaft.